# Geum

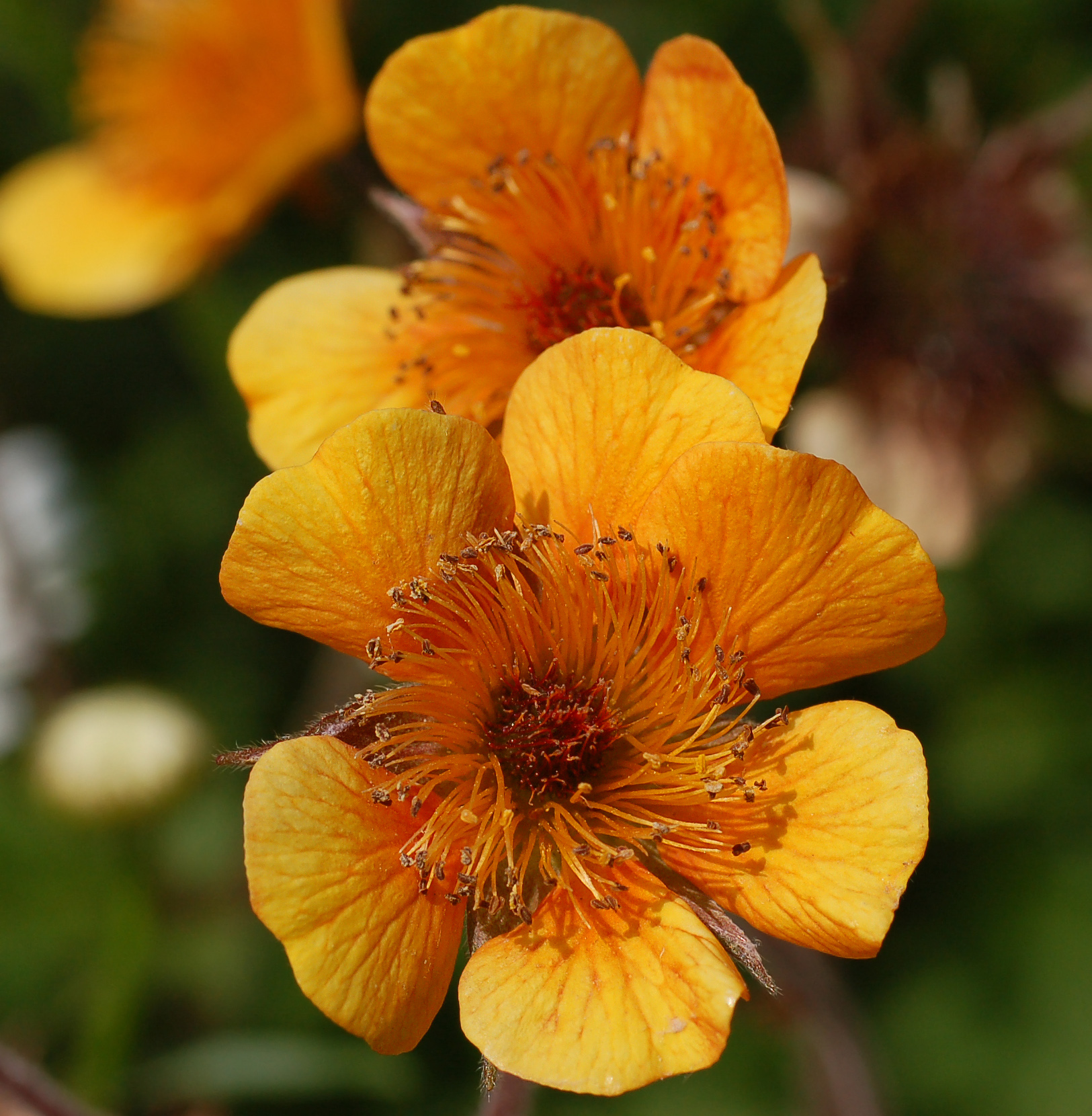
Geum 'Beech House'

Geum és un gènere amb unes 50 espècies de plantes perennes herbàcies de la família Rosàcia. Són plantes originàries d'Europa, Àsia, Amèrica del Nord, Amèrica del Sud, Àfrica i Nova Zelanda. És un gènere estretament relacionat amb Potentilla i Fragaria (maduixeres).

## Espècies presents als Països Catalans[2]
Geum montanum, G. rivale, G. sylvaticum, G.pyrenaicum, G. urbanum (herba de Sant Benet) i G. hispidum.

## Taxonomia
- Geum aleppicum -
- Geum bulgaricum
- Geum calthifolium
- Geum canadense -
- Geum chiloense
- Geum coccineum -
- Geum elatum
- Geum heterocarpum
- Geum japonicum
- Geum laciniatum -
- Geum leiospermum
- Geum macrophyllum -
- Geum molle
- Geum montanum -
- Geum parviflorum
- Geum peckii -
- Geum pentapetalum
- Geum pyrenaicum
- Geum reptans -
- Geum rhodopeum
- Geum rivale -
- Geum rossii -
- Geum sikkimense
- Geum sylvaticum
- Geum triflorum -
- Geum turbinatum
- Geum uniflorum
- Geum urbanum -
- Geum virginianum -